# Charles Philip Yorke
Charles Philip Yorke (12 mars 1764 - 13 mars 1834), est un homme politique britannique. Il occupe notamment le poste de ministre de l'Intérieur de 1803 à 1804. 

## Carrière politique
Il siège comme député pour le Cambridgeshire 1790-1810 et ensuite pour Liskeard 1812-1818. En 1801, il est nommé secrétaire à la guerre dans le ministère de Henry Addington, avant de passer au Home Office en 1803, où il est un puissant opposant aux concessions faites aux catholiques. En 1810, il se rend extrêmement impopulaire en provoquant l'exclusion de la Chambre des Communes d'étrangers, notamment de journalistes, conformément au règlement, ce qui entraîne l'emprisonnement de Francis Burdett à la Tour de Londres et des émeutes à Londres. La même année, Yorke rejoint le gouvernement de Spencer Perceval comme premier Lord de l'amirauté. Il se retire de la vie publique en 1818. Il est élu membre de la Royal Society en 1801. 

## Famille
Il est le deuxième fils de Charles Yorke et petit-fils de Philip Yorke (1er comte de Hardwicke). Sa mère est Agneta, fille de Henry Johnstone. Son frère est l'amiral Sir Joseph Sidney Yorke (1768-1831), dont le fils devient le 4e comte de Hardwicke. 
Il épouse Harriott, fille de Charles Manningham, en 1790. Ils n'ont pas d'enfants. Il meurt en mars 1834, un jour après ses 70 ans. 
Il a un fils naturel, Charles Eurwicke Douglas . 
En 1802, Matthew Flinders donne son nom à la Péninsule de Yorke en Australie-Méridionale .